# Прапор Гаваїв
Прапор Гаваїв (Ка-Гае-Гаваї, англ. Ka Hae Hawaii) — офіційний символ американського штату Гаваї. Єдиний серед прапорів штатів США, на якому зображений Юніон Джек. Був також прапором Гавайського королівства в 1845—1893 рр.

## Опис прапора
Прапор штату Гаваї це прямокутне полотнище розділене по горизонталі на вісім смуг однакового розміру, що символізують вісім головних островів архіпелагу: Гаваї, Мауї, Кахоолаве, Ланаї, Молокаї, Оаху, Кауаї, Ніїхау. Кольори смуг (зверху вниз): білий, червоний, синій, білий, червоний, синій, білий, червоний. В крижі прапора зображений прапор Великої Британії.

## Історія прапора
Історики приписують авторство прапора офіцерові Королівського флоту, оскільки в основі прапора лежить британський військово-морський прапор. Також викликають суперечки прізвище цього офіцера: деякі джерела називають Александра Адамса, інші Джорджа Беклея.
Спочатку прапор був розроблений з смугами, які чергувалися в іншому порядку — червоний-білий-синій, що також приписують різним історичним прапорам Великої Британії. Однак деякі стверджують, що на порядок смуг вплинув прапор Сполучених Штатів.
Також спочатку прапор містив дев'ять смуг (дев'ята смуга символізувала острів Ніхоа). У 1845 році кількість смуг на прапорі було офіційно змінено на вісім.
|  | 1793—1816               | Британський торговий прапор                                                                                            |
|  | 1816 — 25.02.1843       | Прапор Гавайського королівства                                                                                         |
|  | 25.02.1843 — 31.07.1843 | Британський військовий прапор                                                                                          |
|  | 31.07.1843 — 20.05.1845 | Прапор Гавайського королівства                                                                                         |
|  | 20.05.1845 — 17.01.1893 | Прапор Гавайського королівства                                                                                         |
|  | 17.01.1893 — 04.07.1894 | Прапор США |
|  | з 04.07.1894            | з 04.07.1894 — прапор Республіки Гаваї з 12.08.1898 — прапор території США Гаваї з 21.08.1959 — Прапор штату США Гаваї |

## Прапор губернатора

Прапор губернатора штату Гаваї з 1959 року

Прапор, який використовується губернатором Гаваїв, являє собою перетнуте навпіл полотнище, верхня смуга синього кольору, нижня — червоного кольору. У центрі прапора білий напис «HAWAII» (з англ. Гаваї), оточена вісьмома білими зірками, що символізують вісім головних островів архіпелагу. Коли Гаваї були Територією США, напис на прапорі був «TH» (Territory of Hawaii з англ. Територія Гаваї).